# Ромуло (футболист, 2004)
Ромуло Хелберте Перейра Джуниор (порт. Rômulo Helberte Pereira Júnior, более известный, как Ромуло порт. Rômulo; род. 31 января 2004, Белу-Оризонти) — бразильский футболист, защитник клуба «Атлетико Минейро».

## Клубная карьера
Ромуло — воспитанник клуба «Атлетико Минейро». 4 мая 2024 года в матче против «Флуминенсе» он дебютировал в бразильской Серии A. 27 июня в поединке против «Интернасьонала» игрок забил свой первый гол за «Атлетико Минейро».